# Братиславская (станция метро, Москва)
«Братисла́вская» — станция Московского метрополитена, расположена на Люблинско-Дмитровской линии между станциями «Люблино» и «Марьино». Проектное название — «Краснодонская». Открыта 25 декабря 1996 года в составе участка «Волжская» — «Марьино». Названа по одноимённой улице, городу Братислава, а также, согласно мемориальной табличке при входе на станцию, «в честь дружбы и сотрудничества славянских народов: русского и словацкого».

## История
Станция открыта 25 декабря 1996 года в составе участка «Волжская» — «Марьино», после ввода в эксплуатацию которого в Московском метрополитене стало 160 станций.

## Архитектура и оформление
Станция колонная двухпролётная мелкого заложения. Оформлена станция также в честь российско-словацкой дружбы (панно работы А. Н. Бурганова), на торцах сводов помещены лепные медальоны с изображениями крепости Девин, Братиславского замка, здания Московской Мэрии и храма Христа Спасителя.
Путевые стены покрыты волнистым светло-голубым мрамором, цокольная часть — чёрным гранитом. Пол выложен светлым и тёмным гранитом и стилизован под шахматный узор. Освещается станция световодами, размещёнными в двухстворчатых чашах перекрытия сводов.
По центру платформы расположены колонны. Один ряд колонн по оси зала делит станцию на две части, в то же время сохраняется свобода перемещения по всей платформе. В центре зала колонн нет — это пространство оставлено для сооружения перспективной пересадки на второе кольцо метрополитена, которое вписалось в архитектурную композицию станции. Однако в итоге Большая кольцевая линия прошла через станцию «Печатники».

## Расположение и вестибюли
Станция имеет два подземных вестибюля, которые соединены с переходами под улицей Перерва вблизи её пересечения с Мячковским бульваром. Выходы в город: через восточный вестибюль — на Братиславскую улицу, через западный — на улицу Перерва и Мячковский бульвар. Восточный вестибюль был открыт для пассажиров позднее западного, только когда был застроен 5-й микрорайон Марьинского Парка — 14 ноября 1998 года. Выходы из подземных переходов закрыты железобетонными павильонами.
Один из западных павильонов станции (к торгово-развлекательному комплексу «БУМ») вскоре после открытия станции стал техническим — здесь располагаются вспомогательные службы метрополитена (тепловой узел); сквозного прохода на станцию нет. По проекту предполагался обычный выход, но выполненный в виде пандуса. В первое время после открытия станции метро на этой стороне улицы Перерва не было ни жилья, ни торговых объектов, а лишь остатки Люблинской станции аэрации, и метрополитен закрыл этот вход, а на месте выхода с него в подземное пространство была сооружена тепловая камера. Позже, когда пассажиропоток на станции увеличился, население потребовало открыть выход, но чтобы этого не делать, пандус объявили «техническим».

## В искусстве
Станция появляется на несколько секунд в фильме Эльдара Рязанова «Старые клячи» — прямо по рельсам на станцию въезжает бронеавтомобиль.

## Наземный общественный транспорт
На этой станции можно пересесть на следующие маршруты городского пассажирского транспорта:
- Автобусы: м72, 30, 350, 530, 625, 657, 658, 704, с710, 713, 749, 751, 762, 853, с867, 957, н5

## Галерея

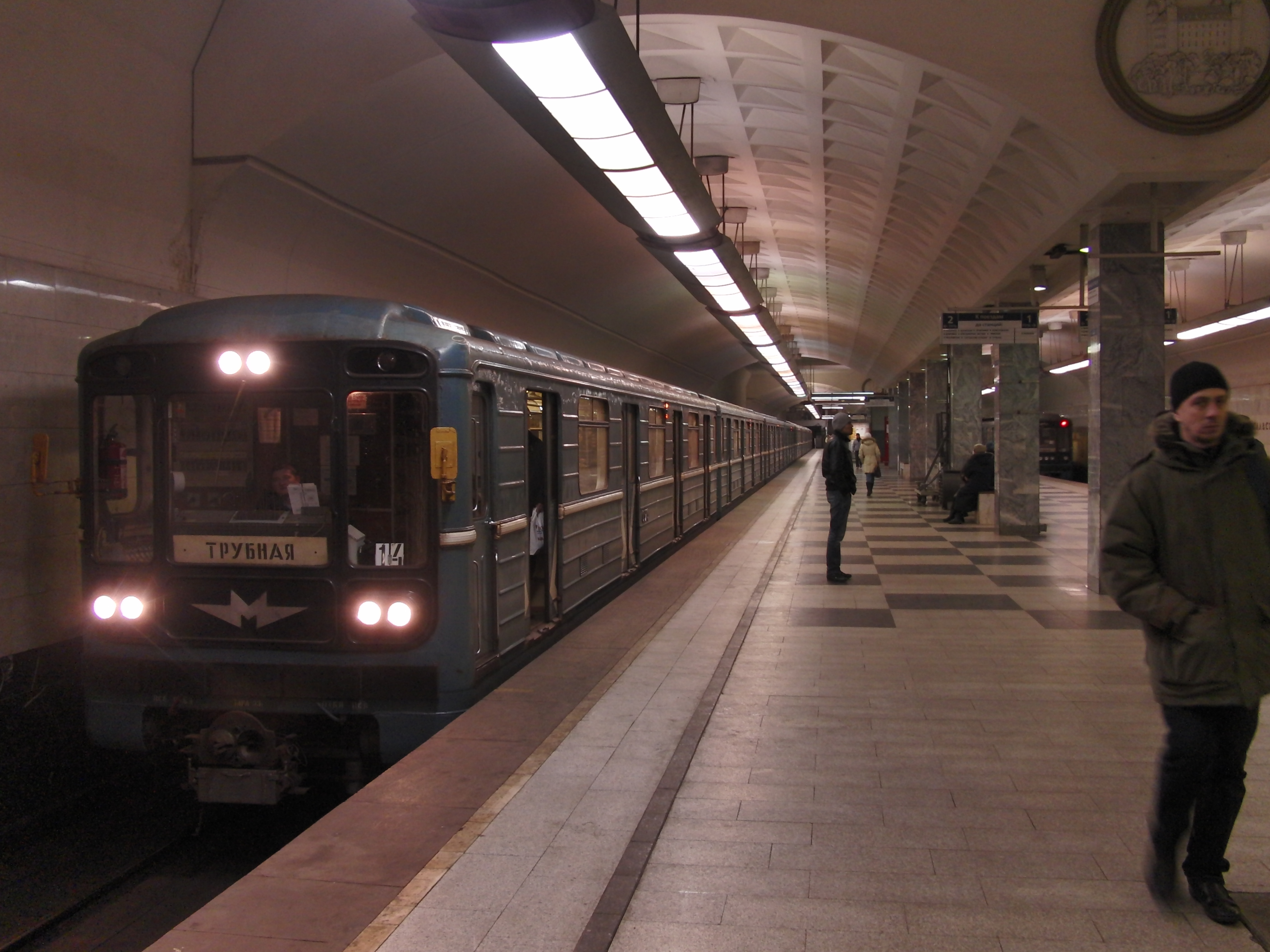
Посадочная платформа. 24 января 2010 года.
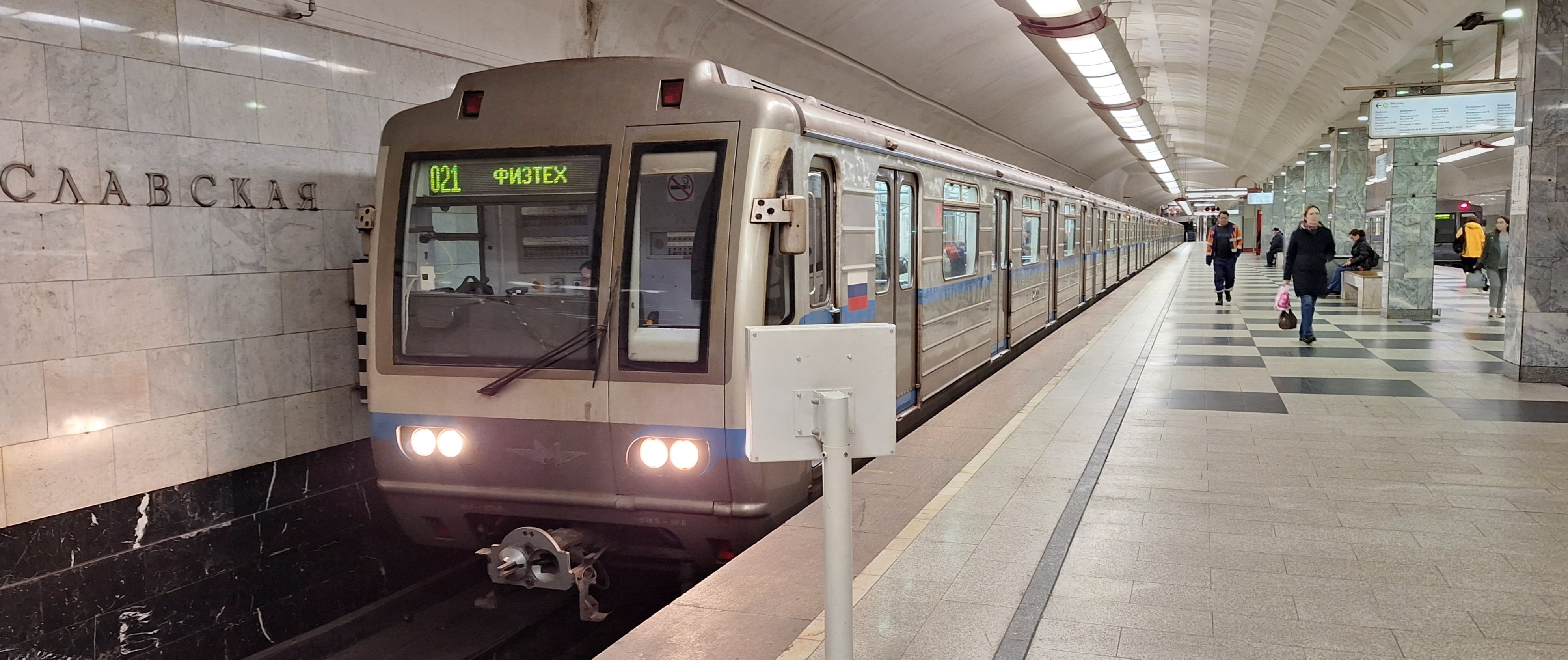
Электропоезд 81-717.6 на платформе.
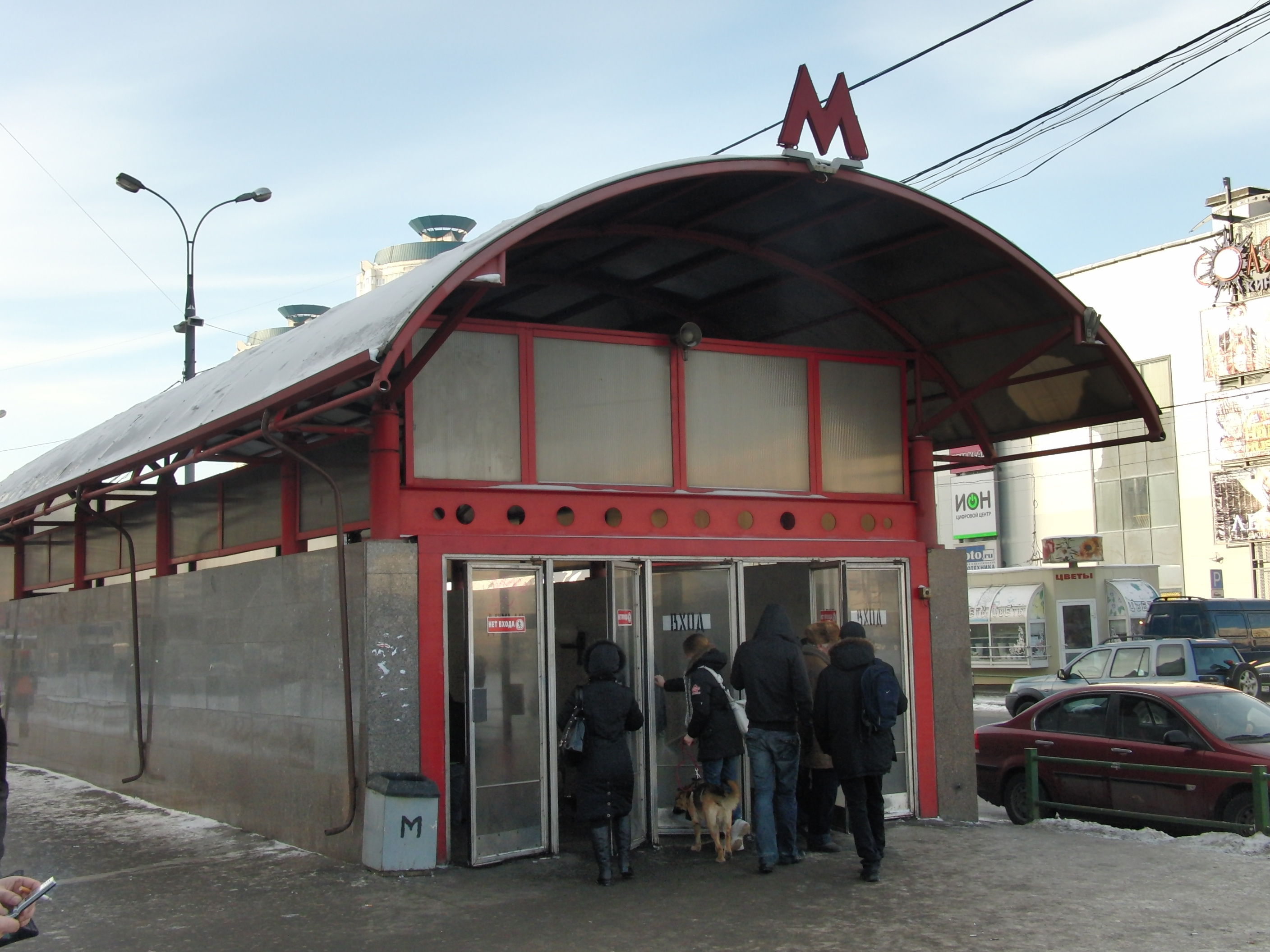
Вход на станцию. 24 января 2010 года.
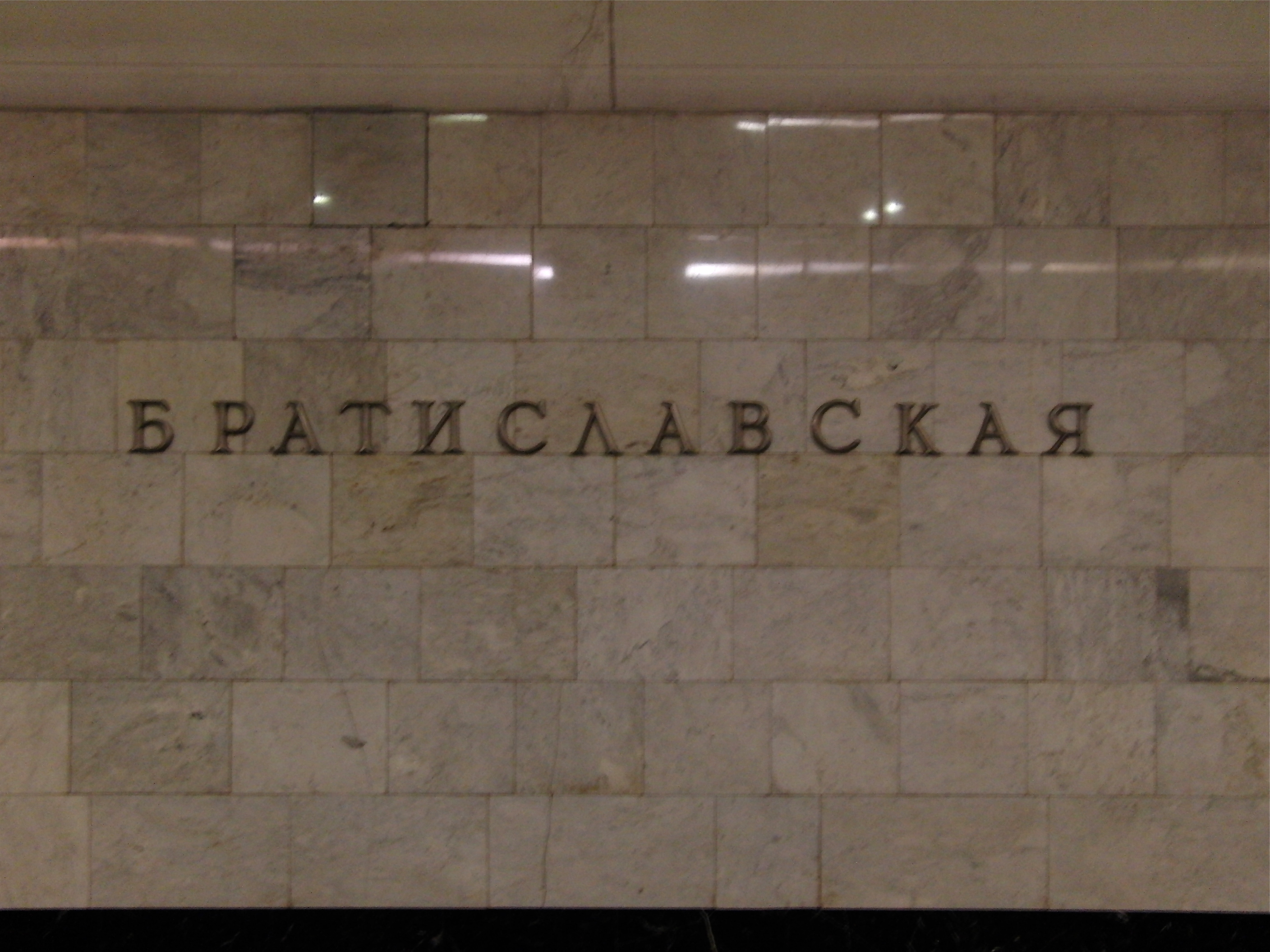
Название станции на путевой стене. 15 декабря 2010 года.
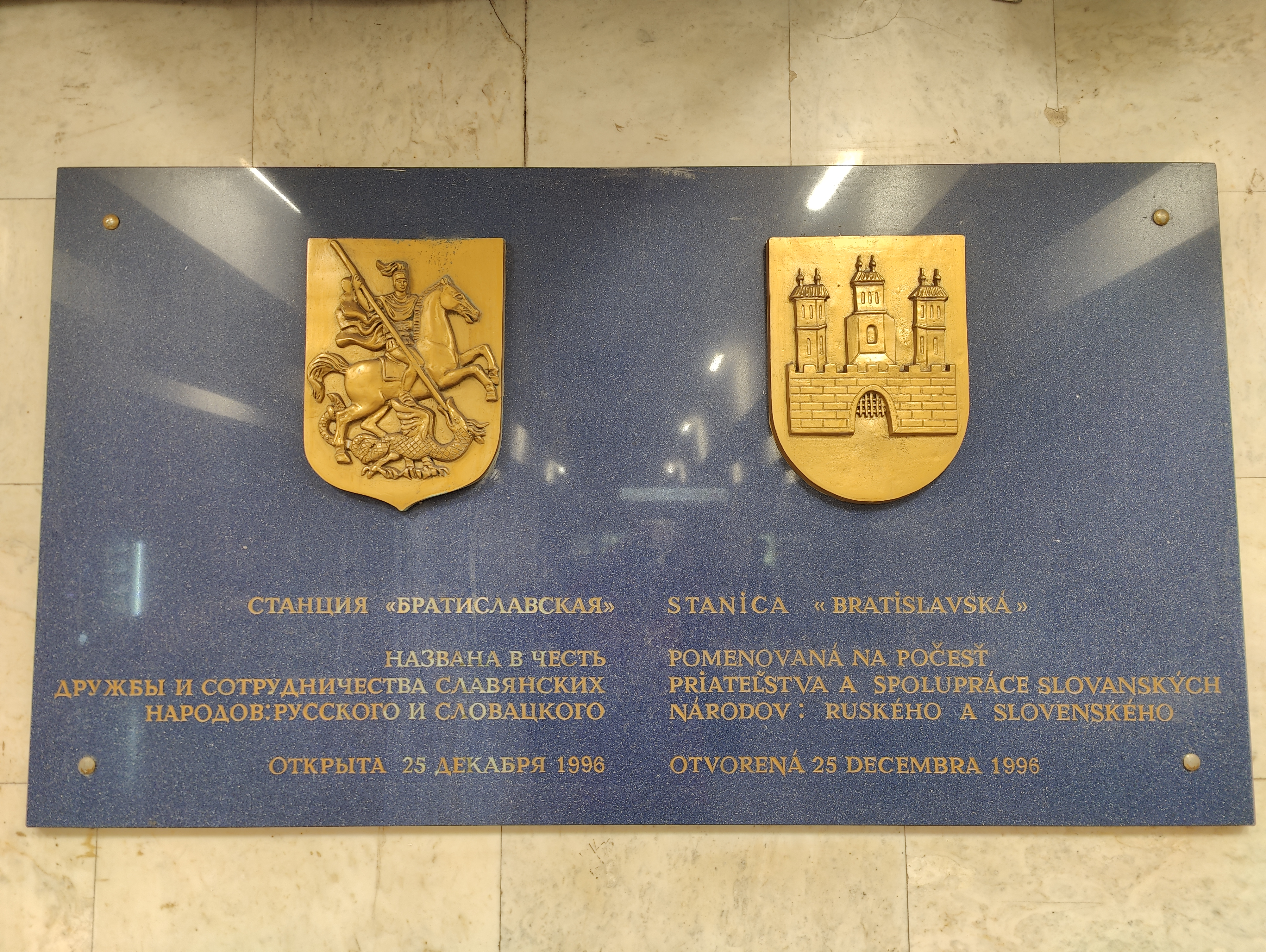
Мемориальная табличка. 20 октября 2024 года
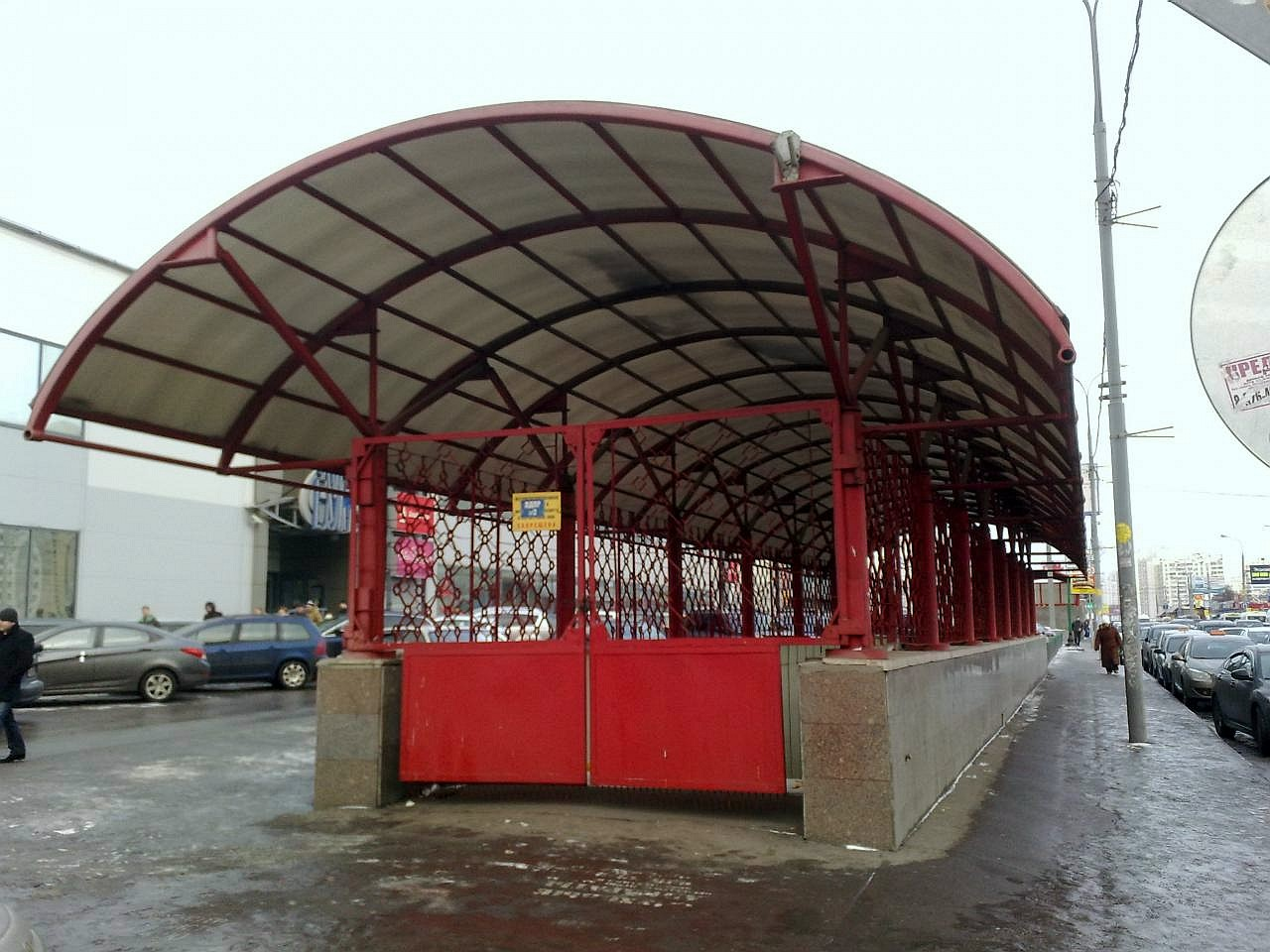
Технический павильон западного вестибюля. 19 апреля 2024 года

## Станция в цифрах
- Таблица времени прохождения первого поезда через станцию[5]:

| По чётным числам            | Будние дни | Выходные дни |
| По нечётным числам          | Будние дни | Выходные дни |
| В сторону станции «Люблино» | 05:47:00   | 05:48:00     |
| В сторону станции «Люблино» | 05:43:00   | 05:47:00     |
| В сторону станции «Марьино» | 05:59:00   | 06:02:00     |
| В сторону станции «Марьино» | 05:57:00   | 05:57:00     |